# Дауда Карабуе
Дауда Карабуе  (фр. Daouda Karaboue, 11 грудня 1975) — французький гандболіст, воротар, олімпійський чемпіон.

## Виступи на Олімпіадах
| Олімпіада   | Дисципліна | Місце |
| ----------- | ---------- | ----- |
| Пекін 2008  | гандбол    | 1     |
| Лондон 2012 | гандбол    | 1     |